# Пэйлин, Сара
Са́ра Луи́з Пэ́йлин (англ. Sarah Louise Palin, урождённая Хит (англ. Heath); 11 февраля 1964, Сандпойнт, Айдахо, США) — американский политик, губернатор штата Аляска с 2006 по 2009 год. Член Республиканской партии.
29 августа 2008 года Джон Маккейн, кандидат от республиканцев на президентских выборах 2008 года, объявил её кандидатом в вице-президенты США.
Пэйлин являлась второй в истории США женщиной, выдвинутой на вице-президентский пост от одной из двух крупнейших партий (после Джеральдин Ферраро, баллотировавшейся в вице-президенты вместе с кандидатом в президенты от Демократической партии Уолтером Мондейлом в 1984 году). Ни одна из них не стала вице-президентом, так как выбравшие их кандидаты в президенты проиграли выборы, соответственно в 1984 и 2008 годах.

## Биография
Пэйлин начала свою политическую карьеру в 1992 году, баллотируясь на пост члена городского совета города Уасилла (Аляска) как сторонница нового налога с продаж, предлагая «более безопасный, прогрессивный город Уасилла». Она победила на выборах и прослужила 2 срока на этой должности: с 1992 по 1996 год. В 1996 году она бросила вызов и победила на выборах мэра Джона Стейна, критикуя разбазаривание средств и высокие налоги. В январе 1997 года Пэйлин уволила начальника полиции за чрезмерную лояльность предыдущему мэру. Также Пэйлин один раз спросила заведующую библиотекой, можно ли изъять книги из библиотеки. Позже пригрозила уволить заведующую библиотекой, если она не окажет «полной поддержки» администрации Пэйлин. Однако ни одна книга так и не была изъята из библиотеки.
Уволенный начальник полиции подал в суд на Пэйлин, утверждая, что был уволен из-за поддержки предвыборной кампании её оппонента. Иск был отвергнут судьёй, постановившим, что согласно закону штата Пэйлин имела право уволить работников городского управления, хотя бы и по политическим мотивам. На посту мэра Пэйлин выполнила предвыборные обещания, снизив и зарплату мэра и налог на недвижимость на 40 %. Она увеличила городской налог (sales tax), чтобы оплатить постройку крытой ледовой арены и спортивного комплекса. С этого момента Республиканская партия штата начала готовить её на более высокие должности.
Пэйлин выставила свою кандидатуру против Стейна и была переизбрана на пост мэра в 1999 году, выиграв выборы с ещё большим перевесом. Она также была избрана президентом Конференции мэров Аляски.
29 августа 2008 года Джон Маккейн, кандидат от республиканцев на президентских выборах 2008 года, объявил её кандидатом в вице-президенты США. Однако Маккейн и Пэйлин проиграли эти выборы.
3 июля 2009 года, не дожидаясь окончания своего первого срока, объявила о том, что уходит в отставку с поста губернатора Аляски. Пэйлин сложила с себя полномочия губернатора 26 июля 2009 года, новым губернатором штата Аляска стал вице-губернатор Шон Парнелл. Уход Пэйлин в отставку в большой степени связан с её личными финансовыми трудностями.
В январе 2011 года общественность США[уточнить] возложила на неё часть ответственности за покушение на конгрессмена Габриэль Гиффордс, к устранению которой из политики призывала Пэйлин.

## Взгляды
Сара Пейлин выступала за строительство газопровода от месторождений на Аляске до континентальной части США вопреки протестам экологов и индейских племен Канады, опасавшихся разрушения среды их обитания. Нефтегазовые компании оказывали завуалированную материальную помощь её избирательному штабу.
Сара Пейлин выступала против ограничений на владение оружием и за смертную казнь.
Во время избирательной кампании Сара Пейлин признала, что почти не знает зарубежный мир и успела побывать только в Канаде, Кувейте, Ираке и Германии (в трёх последних странах она посетила лишь американские военные базы). Она сообщила, что российское вторжение в Грузию не было спровоцировано и что необходимо принять Грузию в НАТО. Более того, она заявила что если бы российское вторжение в Грузию повторилось, то она была бы готова вести войну против России.
Сара Пейлин верит в креационизм и требовала, чтобы его преподавали в школах наряду с эволюционной теорией.
Сара Пейлин является убеждённой противницей абортов. Она выступает даже против прерывания беременности, возникшей в результате изнасилования или инцеста. Исключение она делает только в том случае, если жизни матери угрожает опасность. Она сама отказалась делать аборт, узнав, что её будущий пятый ребёнок, Триг, родится с синдромом Дауна.
Сара Пейлин выступала против сексуального просвещения и всячески старалась оградить своих собственных детей от «нравственного растления». При этом её дочь Бристоль, ни имевшая ни малейшего представления о контрацепции, забеременела в 17 лет.

## Отношение к религии
Родилась в римско-католической семье.
В интервью журналу Time в сентябре 2008 года определила себя как «Bible-believing Christian» (христианка, исповедующая Библию), не отнеся себя ни к какой конкретной деноминации. Когда ей было 4 года, её семья примкнула к общине Ассамблея Бога Уасиллы, которая относится к ассоциации церквей пятидесятников. Была членом указанной общины до 38 лет. По информации CNN и в настоящее время поддерживает отношения со своей бывшей общиной.

## Личная жизнь

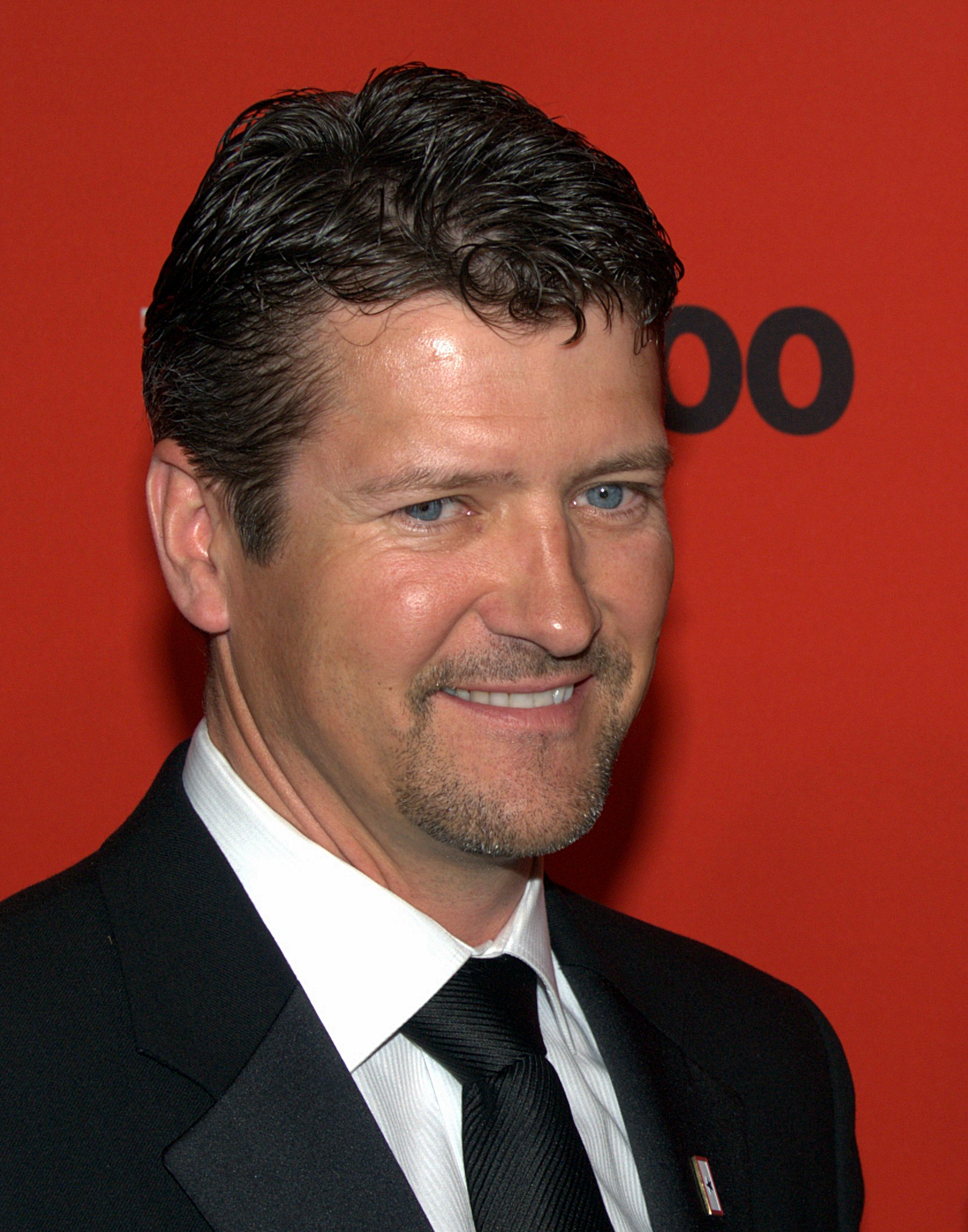
Тодд Пэйлин (2010)

С 29 августа 1988 года Сара замужем за оператором добычи нефти и коммерческим рыбаком Тоддом Пэйлином, который длительное время работал в аляскинском филиале BP (бывш. «Бритиш Петролеум»). У супругов есть пятеро детей: сын Трек Чарльз Джеймс Пэйлин (род. 20.04.1989), дочери Бристоль Ширен Мари Пэйлин (род. 18.10.1990), Уиллоу Бьянка Фэй Пэйлин (род. 07.07.1994) и Пайпер Инди Грейс Пэйлн (род. 19.03.2001), и ещё один сын — Триг Пэксон Ван Пэйлин (род. 18.04.2008), который родился с синдромом Дауна. Трек служил в Армии США и в сентябре 2008 года вместе со своим подразделением был направлен в Ирак. У Пэйлин четверо внуков: трое от Бристоль и один от Трека. 6 сентября 2019 года Пэйлин подал на развод с Сарой.
1 декабря 2018 года Пэйлин сообщила, что её дом и дом её родителей серьёзно пострадали в результате землетрясения на Аляске магнитудой в 7 баллов.

## Литературная деятельность
После выхода в отставку Сара Пэйлин, имея образование журналиста, начала писать книгу под названием «Going Rogue» (вероятный русский перевод — «Жесткая игра»).
Книга вышла в свет 17 ноября 2009 года под окончательным названием «Going Rogue: An American Life» («Жесткая игра: американская жизнь»). Как сообщает выпустившее её издательств HarperCollins, в первый же день книга разошлась тиражом в 300 тыс. экземпляров, что является одним из рекордов продаж в США.
Что интересно, в этот же день вышла критическая пародия на книгу Пэлин под названием "«Жесткая игра: Сара Пэйлин, американский кошмар» (Going Rouge: Sarah Palin, An American Nightmare). Как утверждают авторы, эта пародия раскрывает глаза на истинную историю Сары Пэйлин.
На русском языке книга Пэйлин выходит в 2011 году в издательстве «Карьера Пресс».
В 2013 году Сара Пэйлин отправилась в тур по Америке со своей новой книгой «Good Tidings and Great Joy: Protecting the Heart of Christmas» (Благая весть и великая радость: Защищая главную суть Рождества). В книге, которая вышла в ноябре, она поднимает вопрос коммерциализации главного праздника страны — Рождества, а также говорит о христианских ценностях.
"Сегодня стало политически некорректным напоминать о том, что Иисус является главной причиной празднования Рождества. Политически корректные правила говорят нам, что мы должны изгнать Христа из Рождества, но мы говорим: «Нет! Хватит пугать нас политкорректностью. Мы хотим пользоваться своей свободой вероисповедания», — говорит Пэйлин.

## Телевизионная карьера
В январе 2010 года руководство американского телеканала Fox News сообщило о подписании многолетнего контракта с Сарой Пэйлин. По условиям контракта экс-кандидат в вице-президенты США будет вести аналитические программы на телеканале Fox Business Channel и на радио Fox News, а также комментировать наиболее важные события, происходящие в политике и бизнесе. Также она выступит соведущей в нескольких выпусках нового проекта Real American Stories, основанного на необычных историях из жизни американцев.
В 2008 году накануне выборов Ларри Флинт выпустил порнофильм «Who’s Nailin’ Paylin?», в котором главную роль сыграла актриса Лиза Энн, похожая на тогдашнего кандидата в вице-президента США.
В 2012 году режиссёр Джей Роуч закончил съёмки телевизионного байопика «Игра изменилась», сюжет которого рассказывает о президентских выборах в США 2008 года. Роль Сары Пэйлин исполнила лауреат (2015) и четырёхкратная номинантка на премию «Оскар» Джулианна Мур. Сама Пэйлин раскритиковала фильм, сказав, что «голливудская ложь остаётся голливудской ложью».
В фантастической дилогии «Железное небо» (2012) и «Железное небо: Грядущая раса» (2018) президента США Сару Пейлин воплотила Стефани Пол.
В мультсериале «Гриффины», в эпизоде «Extra Large Medium» персонаж с синдромом Дауна, Элен, рассказывает, что её мать — бывший губернатор Аляски. Это значит, что её мать — Сара Пэйлин, так как она — единственная женщина, бывшая на этом посту в этом штате. На это её дочь Бристоль через два дня после премьеры эпизода через Facebook заявила, что она обижена на создателей серии, потому что здесь усматривается насмешка над её братом, Тригом, больным синдромом Дауна. Сама Сара Пэйлин раскритиковала эпизод в ток-шоу «The O'Reilly Factor». В ответ на это Сет Макфарлейн дал интервью Los Angeles Times, в котором заявил, что его мультсериал всегда насыщен сатирой (the series always uses satire as the basis of it humor; the show is an equal-opportunity offender). Макфарлейна поддержала и Андреа Фэй Фридман, озвучившая в эпизоде Эллен, сказав, что их шутка была адресована самой Саре, а не её сыну (the joke was aimed at Sarah Palin and not her son; the former Governor Palin does not have a sense of humor). Позднее, в интервью другому изданию, Фридман обвинила Пэйлин, что она использует своего больного сына лишь как свою политическую опору (using her son, Trig, as a political prop to pander for votes. I have a normal life and Palin’s son should be treated as normal, rather than like a loaf of French bread). На это Сет Макфарлейн в ток-шоу «Real Time with Bill Maher» заявил, что такими громкими заявлениями Сара Пэйлин просто пытается защитить людей, больных синдромом Дауна, а Фей Фридман хочет подчеркнуть: ей не нужна жалость от Пэйлин (Palin’s outrage a presumptuous attempt to defend people with Down syndrome; and Friedman’s statement is her way of saying that she does not need feigned pity from Palin).
В 2020 году приняла участие в американской версии телешоу «Маска».